# سیو (پومپوئی)

سیو شهری در شهرستان پومپوئی در استان باله در بورکینافاسوی جنوبی است و جمعیت آن ۷۶۳ نفر است.